# نینا تیکینن
نینا تیکینن (انگلیسی: Nina Tikkinen؛ زادهٔ ۶ فوریهٔ ۱۹۸۷) بازیکن هاکی روی یخ اهل فنلاند است.